# Justus D. Barnes
Justus D. Barnes (Little Falls, Nueva York; 2 de octubre de 1862-Weedsport, Nueva York; 6 de febrero de 1946) fue un actor estadounidense activo durante la época del cine mudo. Es conocido por su papel del forajido en la película de 1903 Asalto y robo de un tren, que se convirtió en una de las películas con mayor éxito de la era del cine mudo.

## Biografía
Justus Barnes nació en Little Falls, en Nueva York. Su padre fue un inmigrante escocés y su madre nació en Nueva York.
En julio de 1908 Barnes fue contratado como actor en la Edison Manufacturing Company, la productora de Thomas Edison. Apareció en la película David Copperfield como Ham Peggotty, la primera adaptación de la novela homónima de 1850, escrita por Charles Dickens.
Tras retirarse como actor, Barnes se trasladó a Weedsport, Nueva York, donde trabajó como lechero y más tarde como el propietario de un estanco.
Falleció el 6 de febrero de 1946 en Weedsport, a los 83 años de edad. Está enterrado en el Weedsport Rural Cemetery, en Weedsport, Nueva York.

## Filmografía seleccionada
| Películas | Películas                            | Películas                        | Películas |
| Año       | Título                               | Papel                            |           |
| --------- | ------------------------------------ | -------------------------------- | --------- |
| 1903      | Asalto y robo de un tren             | Bandido que dispara a la cámara  |           |
| 1910      | Young Lord Stanley                   | El padre de la niña              |           |
| 1911      | The Declaration of Independence      | Samuel Adams                     |           |
| 1911      | David Copperfield                    | Ham Peggotty                     |           |
| 1912      | On Probation                         | The Rich Old Widower             |           |
| 1912      | Nicholas Nickleby                    | Nicholas, el tío de Ralph        |           |
| 1912      | The Baby Bride                       | Ministro                         |           |
| 1912      | When Mandy Came to Town              | Padre                            |           |
| 1912      | The Portrait of Lady Anne            | Padre de Lady Anne en 1770       |           |
| 1912      | Cousins                              | Padre en la granja               |           |
| 1912      | The Voice of Conscience              | Doctor                           |           |
| 1912      | Aurora Floyd                         | Padre de Aurora                  |           |
| 1912      | The Star of Bethlehem                | Gaspar, a Magi                   |           |
| 1912      | With the Mounted Police              | Policía montado                  |           |
| 1913      | When the Studio Burned               | Director                         |           |
| 1913      | While Mrs. McFadden Looked Out       | Mr. McFadden                     |           |
| 1913      | For Another's Sin                    | Examinador del banco             |           |
| 1913      | A Victim of Circumstances            | Padre                            |           |
| 1913      | When Darkness Came                   |                                  |           |
| 1913      | The Farmer's Daughters               | Padre                            |           |
| 1913      | He Couldn't Lose                     | Green, un abogado                |           |
| 1913      | A Beauty Parlor Graduate             | Uncle Bill                       |           |
| 1913      | An Amateur Animal Trainer            | Padre de Belle                   |           |
| 1914      | Joseph in the Land of Egypt          |                                  |           |
| 1914      | Percy's First Holiday                |                                  |           |
| 1914      | A Leak in the Foreign Office         | Abdool, el compañero de Trevor   |           |
| 1914      | A Can of Baked Beans                 | Mr. Morton                       |           |
| 1914      | Their Best Friend                    | Padre de Jack                    |           |
| 1914      | Cardinal Richelieu's Ward            | Huguet                           |           |
| 1914      | A Debut in the Secret Service        | Abdul                            |           |
| 1914      | The Infant Heart Snatcher            | Juez                             |           |
| 1914      | The Mohammedan's Conspiracy          | Abdul                            |           |
| 1914      | A Dog of Flanders (película perdida) | The Rich Miller                  |           |
| 1914      | From the Shadows                     | Stage Manager                    |           |
| 1914      | His Enemy                            | John Baird                       |           |
| 1914      | The Harlow Handicap                  | George Carnes                    |           |
| 1914      | Arty, the Artist                     | Mr. Miles, padre de May          |           |
| 1914      | Gold                                 | The Village Bully                |           |
| 1914      | The Mettle of a Man                  | John Ross                        |           |
| 1914      | The Harvest of Regrets               | Mr. Sheldon                      |           |
| 1914      | The Diamond of Disaster              | Bandido                          |           |
| 1914      | Lucy's Elopement                     | Ezra Jenkins                     |           |
| 1915      | The Home of Silence                  | Padre de Ralph                   |           |
| 1915      | Helen Intervenes                     | Store Manager                    |           |
| 1915      | The Smuggled Diamond                 | Chief of the Secret Service      |           |
| 1915      | The Adventure of Florence            | Mr. Clark, padre de Florence     |           |
| 1915      | The Final Reckoning                  | Judge Granger                    |           |
| 1915      | Bianca Forgets                       | Padre de Bianca                  |           |
| 1915      | Love and Money                       | The American Suitor's Father     |           |
| 1915      | The Heart of the Princess Marsari    | Paul's Wealthy Uncle             |           |
| 1915      | God's Witness (película perdida)     | Juez                             |           |
| 1915      | Bud Blossom                          | Padre de Bud                     |           |
| 1915      | The Country Girl                     | The Squire, her Guardian         |           |
| 1915      | Old Jane of the Gaiety               | Coreógrafo                       |           |
| 1915      | His Two Patients                     | The Blacksmith                   |           |
| 1915      | The Marvelous Marathoner             | Ewing Webster                    |           |
| 1915      | Snapshots                            | Henry Spear                      |           |
| 1915      | From the River's Depths              | William Hewins, padre de Dorothy |           |
| 1915      | Weary Walker's Woes                  | Abogado                          |           |
| 1915      | Mr Meeson's Will                     | Mr. Meeson                       |           |
| 1916      | Outwitted                            | The Contractor                   |           |
| 1916      | Fear                                 | Jasper                           |           |
| 1916      | Arabella's Prince                    | The Prince                       |           |
| 1917      | Her Life and His                     | Political Boss                   |           |
| 1917      | Hinton's Double                      | Detective Denton                 |           |
| 1917      | The Candy Girl                       | Oficial Quinn                    |           |
| 1917      | An Amateur Orphan                    | Padre de Dave                    |           |
| 1917      | It Happened to Adele                 | Tío de Vincent                   |           |
| 1917      | Cy Whittaker's Ward                  | Simmons                          |           |